# جنت سوزمن
جنت سوزمن (انگلیسی: Janet Suzman؛ زادهٔ ۹ فوریهٔ ۱۹۳۹) بازیگر و کارگردان اهل آفریقای جنوبی است.
از فیلم‌ها یا برنامه‌های تلویزیونی که وی در آن نقش داشته‌است، می‌توان به راهبه‌ها در فرار، نیکلاس و الکساندرا، هزارتو، سفر نفرین‌شده و مأمور مخفی اشاره کرد.